# Михайлов Микола Іванович
Микола Іванович Михайлов (нар. 5 серпня 1948) — радянський футболіст, який виступав на позиції нападника. Відомий за виступами у клубах вищої ліги СРСР «Чорноморець» з Одеси та «Ністру» з Кишинева.

## Клубна кар'єра
Микола Михайлов розпочав займатись футболом у секції при одеському заводі «Червона Гвардія». У 1967 році футболіст дебютував у команді майстрів витупами в клубі вищої ліги СРСР «Чорноморець» з |Одеси, проте до 1969 року грав переважно за дублюючий склад команди, зігравши за основну команду лише 4 матчі в чемпіонаті та 2 матчі в Кубку СРСР. У 1970—1971 роках Микола Михайлов грав у складі армійської команди СКА з Одеси в другій групі класу «А» та другій лізі. У 1972 році Михайлов став гравцем команди першої ліги «Ністру» з Кишинева. Наступного року у складі команди став срібним призером першості, що давало путівку до вищої ліги. Проте кишинівська команда у вищому радянському дивізіоні виступила невдало, та відразу ж вибула назад до першої ліги. Микола Михайлов, який того року був одним із гравців основи кишинівської команди, натомість залишився грати у вищій лізі, повернувшись до складу одеського «Чорноморця». У 1975 році Михайлов був одним із гравців основи «Чорноморця», натомість наступного року він випав з основного складу команди, зігравши за два чемпіонати 1976 року лише 3 матчі в основному складі команди. Наступного року Микола Михайлов повернувся до складу «Ністру», яка грала в першій лізі, зіграв у її складі за три роки 105 матчів, у яких відзначився 18 забитими м'ячами. У 1980 році Михайлов грав у складі команди першої ліги «Спартак» з Івано-Франківська, після чого завершив виступи на футбольних полях.

## Особисте життя
Сином Миколи Михайлова є Олег Михайлов, який є професійним футболістом, який грав у низці професійних клубів Одеси та області.